# 브라이언트 던스턴
브라이언트 케빈 던스턴 주니어(아르메니아어: Բրայանտ Քեւին Դանստոն կրտսեր, 영어: Bryant Kevin Dunston Jr., 1986년 5월 28일~ )는 미국 출신 아르메니아인 농구 선수로 포지션은 센터다. 현재 바스켓볼 쉬페르 리기의 아나돌루 에페스 소속이다.
유로리그 최우수 수비 선수상을 두 차례 받았으며 2015년에 올림피아코스 소속으로 유로리그 결승전에 출전한 바 있다.

## 생애
던스턴은 미국 켄터키주 남부에서 태어나 뉴욕주 뉴욕 퀸스에서 자랐다. 과거 메이저 리그 베이스볼 드래프트에서 1순위로 지명됐던 야구 선수 숀 던스턴의 조카다. 뉴욕의 세인트존스 예비학교를 졸업하고 포덤 대학교에 진학해 컴퓨터 과학을 전공하며 대학 농구 선수로 활약했다.
2008년에 포덤 대학교를 졸업했으나 전미 농구 협회 드래프트에서 지명을 받지 못했다. 그 뒤 NBA 서머리그에서 로스앤젤레스 레이커스 소속으로 뛰다가 한국프로농구 외국인 선수 드래프트에서 2순위로 울산 모비스 피버스에 지명됐다. 첫 시즌인 2008-09 시즌부터 최고의 외국인 선수로 손꼽힌 던스턴은 2009-10 시즌에 구단을 우승으로 이끌며 수비 5걸과 이성구 기념상 수상자로 선정된 뒤 전미 농구 협회 무대에 도전하고자 울산 모비스 피버스의 재계약 제의를 거절했다. 이후 그리스 농구 리그의 아리스, 이스라엘 농구 프리미어 리그의 브네이 헤르츨리야와 하포엘 홀론에서 뛰었으며 2012년 여름에 전미 농구 협회의 뉴저지 네츠와의 계약이 임박했다는 소문이 있었으나 레가 바스켓 세리에 A의 팔라카네스트로 바레세에 입단했다.
2013년 7월 9일 던스턴은 올림피아코스와 2년 계약을 맺었다. 2014년과 2015년에 유로리그 최우수 수비 선수상을 받았다. 2015년 6월 23일에 아나돌루 에페스에 입단했다.
2015년 6월 16일에 FIBA 유로바스켓 2015에 출전할 슬로베니아 농구 국가대표팀 예비 명단에 발탁됐지만 귀화 절차를 끝마치지 못해 대회에 참가하지 못했다. 2016년 6월에 던스턴은 아르메니아 여권을 부여받고 아르메니아 농구 국가대표팀 명단에 이름을 올렸다.